# Walter Nikusch
Walter Nikusch (* 10. August 1908 in Leipzig; † 1. April 1987 in Kassel) war ein expressionistischer deutscher Grafiker, Buchgestalter, Kurator und Maler.

## Ausbildung
Walter Nikusch studierte von 1924 bis 1930 an der  Leipziger Akademie bei Georg Mathéy und Walter Tiemann. Von 1934 bis 1937 lebte er in Frankfurt am Main. 1937 zog er nach Kassel um. Er gehörte 1948 dem Arbeitsausschuss zur Neugründung des KasselerKunstVereins  unter der Führung von Kustos Herbert von Buttlar an und war von 1949 bis 1976 Kurator und Geschäftsführer des KasselerKunstVereins. 1953 schuf er ein Fresko an der Außenseite der Kasseler Luisenschule.

## Ausstellungen
- 1947: Ständehaus, Kassel,
- 1948: Stadtmuseum Meißen, Meißen (mit Rudolf Bergander und Franz Nolde)
- 1955: Gruppe Kassel, KasselerKunstVerein, Ständehaus, Kassel
- 1974: Das graphische Werk, KasselerKunstVerein, Kassel
- 1985: Fünf Maler in Kassel, KasselerKunstVerein, Kassel

## Buchgestaltungen
- Kasseler Kunstverein (Hrsg.): junge deutsche maler. Kassel, 1959
- Kasseler Kunstverein (Hrsg.): Kunst von 1835 bis 1960 aus Kasseler Privatbesitz : 125 Jahre Kasseler Kunstverein. Kassel, 1960.
- Kasseler Kunstverein (Hrsg.): Gedächtnisausstellung Carl Döbel. Kassel, 1960
- Kasseler Kunstverein (Hrsg.) 5 junge Künstler, Stipendiaten des Kulturkreises im Bundesverband der Deutschen Industrie. Kassel, 1962
- Kasseler Kunstverein (Hrsg.): Fritz Winter: Neue Bilder und Bilder aus Kasseler Privatbesitz. Kassel, 1962.
- Kasseler Kunstverein (Hrsg.): Friederike Voigt: Naive Malerei. Kassel, 1962.

## Werke in Museen
- Neue Galerie, Kassel